# Financijska matematika
Financijska matematika grana je primijenjene matematike koja se bavi financijskim tržištima. Financijski matematičari pronalaze odgovore na pitanja u financijama (npr. kolika treba biti cijena dionice) koristeći formalni način matematičkih modela pod određenim pretpostavkama. Jedna od najvažnijih pretpostavki je da nema arbitraže u financijskim tržištima.
Modeli financijske matematike su posebno važni u proračunavanju vrijednosti derivata.

## Povijest
Prvo utjecajno djelo financijske matematike je teorija optimizacije portfelja Harryja Markowitza. Njegova teorija koristi μ-σ2 (sredina-varijanca) procjene portfelja da sudi optimalnosti strategije ulaganja. Njegova teorija je izazvala u investorima (na burzama) odmak od pokušavanja identifikacije najbolje pojedinačne dionice za ulaganje, a umjesto toga prevladala je paradigma identificiranja najboljeg portfelja, uzimajući u obzir interakcije između ulaganja (to jest, korelaciju).
S vremenom, modeli financijske matematike su postali više sofisticirani.